# Serge Chirol
Pour les articles homonymes, voir Chirol.
Serge Chirol est un photographe français, né le 22 août 1941, à Limoges, et mort le 28 juillet 2016 à Paris.

## Biographie
En 1970, Serge Chirol obtient le Prix Niépce,.

## Publications
Liste non exhaustive
- La photographie en couleurs, John Hedgecoe ; présentation de Serge Chirol, Paris, éditions du Fanal, 1979.
- La Normandie des châteaux et des manoirs, textes de Philippe Seydoux, Paris, Éditions du Chêne (coll. « Bibliothèque du patrimoine »), 1989, 231 p.  (ISBN 2-85108-587-5).
- Le Val de Loire des châteaux et des manoirs, textes de Philippe Seydoux, Paris, Éditions du Chêne (coll. « Bibliothèque du patrimoine »), 1991, 231 p.  (ISBN 2-85108-6979).
- Châteaux et sites du Moyen Âge, textes d'Ivan Cloulas, Celiv-Eddl, 1992.
- La France de la Renaissance, Paris,  Éditions de La Martinière, 1993, 195 p.  (ISBN 2-73-242039-5).
- Renaissance française, textes d'Ivan Cloulas et Michèle Bimbenet-Privat, Paris, Éditions de La Martinière, 1997, 303 p.  (ISBN 2-7324-2319-X).
- avec la photographe Anne Gaël : 
  - Châteaux et sites de la France médiévale, Paris, Hachette Réalités, 1979, 294 p.  (ISBN 2-01-005981-6)[3].
  - Châteaux et sites du Moyen Âge, CELIV, 1987, 296 p.  (ISBN 2-01-005981-6).
  - L'Italie, textes de Simonetta Greggio ; préface de Louis Nucéra, Saint-Cloud, Romain Page Éditions (coll. « Intime Europe »), 1991, 128 p.  (ISBN 2-908878-13-5)